# Институт языка и письменности народов СССР
Институт языка и письменности народов СССР — формировавшееся с 1924 года научное учреждение СССР, специализировавшееся на изучении языков и культур народов Советского Союза, после объединения с другими аналогичными научными институтами (Институт языка и мышления Н. Я. Марра, Институт русского языка имени В. В. Виноградова, кафедра иностранных языков при АН СССР) вошедшее в состав Института языкознания АН СССР в 1950 году.

## Предпосылки создания
СССР стал «инкубатором новых наций», нуждавшихся в пригодном для себя прошлом, утверждал американский историк Ричард Суни. В 1920-е годы бесписьменные народы, в том числе северокавказские, виделись руководителям советского государства не нациями, а племенами (народностями), которые при помощи советской власти должны были обрести, описать и развивать свою самобытную культуру. Неудачи, постигшие создание Татарско-Башкирской республики, Туркестанской автономии и Горской республики, привели к концепции строительства советских наций на этнической основе. Модернизационный проект требовал активного участия науки, школы, музеев, литературы и искусства. Выработкой образов «самобытности» для формированию этнических наций, включая представления о прошлом, занялись научные и научно-просветительские учреждения.
Для создания сети научных учреждений уже в самые тяжелые годы Гражданской войны страна начала готовить кадры этнографов: с 1919 года в Петрограде под эгидой Географического института при Петроградском университете под руководством видных учёных Льва Штернберга и Владимира Богораз-Тана, в Москве, на Естественном факультете Московского университета — под руководством Дмитрия Анучина. В 1922 году Этнологическое отделение (с кафедрой этнологии и социологии) было организовано на факультете общественных наук в Первом МГУ. В 1925 году отделение переросло в самостоятельный факультет с отделениями этнографии, литературы, историко-архивным, изобразительных искусств. В 1925—1931 годах его возглавлял автор первого советского «Курса этнологии» Пётр Преображенский.
В 1925 году по инициативе Владимира Богораз-Тана на рабфаке Ленинградского университета сложилась «Северная группа», в которой начали подготовку кадров из числа коренных народностей Севера. В 1930 году на её базе был создан Институт народов Севера ЦИК СССР имени П. Г. Смидовича.
Параллельно с 1917 года началось создание институций — Комиссия по изучению племенного состава населения России (КИПС) в составе Российской академии наук начала систематизацию знаний об этнокультурном разнообразии, составление этнографических карт и проведение национального размежевания.
В 1924 году были созданы Северо-Кавказский комитет (СКК) при Главнауке Наркомпроса РСФСР, Комитет содействия народностям северных окраин при президиуме ВЦИК. Этнографические центры были созданы во всех республиках СССР.

## Хронология
- 1924 год: при участии Н. Ф. Яковлева создан Северо-Кавказский комитет (СКК) при Главнауке Наркомата просвещения[2], в состав которого включён отдел северокавказских языков Института востоковедения. Осенью 1925 года функции СКК расширены и он преобразован в Комитет по изучению языков и этнических культур народов востока СССР[1].
- 1926—1930 гг.: создан Научно-исследовательский институт этнических и национальных культур народов советского Востока Российской ассоциации научно-исследовательских институтов общественных наук[2].
- 1930—1932 гг.: Научно-исследовательский институт народов советского Востока при ЦИК СССР[2].
- 1933—1936 гг.: Научно-исследовательский институт национальностей ЦИК СССР[2].
- 1937—1938 гг.: Центральный НИИ языка и письменности народов СССР при Совете национальностей Верховного совета СССР (центральная организация в Москве и отделение в Ленинграде)[2].
- 1938 год: институт передан в ведение Академии наук СССР как Институт языка и письменности народов СССР; Ленинградское отделение института вошло в состав Института языка и мышления им. Н. Я. Марра[2].
- В 1943 году было решено присоединить Институт языка и письменности народов СССР к Институтк языка и мышления им. Н. Я. Марра[2].
- 1944 год: произошло окончательное оформление единого института (ИЯМ)[2].
- 1950 год: объединение лингвистических институтов в Институт языкознания АН СССР.

## Деятельность
С 1 января 1928 г. действительным членом Института был избран бакинский лингвист Бекир Чобан-заде, которому поручили руководство тюрко-татарской секцией.